# Hyperthelia edulis
Hyperthelia edulis là một loài thực vật có hoa trong họ Hòa thảo. Loài này được (C.E.Hubb.) Clayton mô tả khoa học đầu tiên năm 1966.